# Движение национал-синдикалистов (Португалия)

Флаг Движения национал-синдикалистов

Движение национал-синдикалистов (порт. Movimento Nacional-Sindicalista) — португальская группировка и движение националистического и профашистского толка. Действовала в 1932—1935 годах. Также известна под названием «Голубые рубашки».

## История
Движение национал-синдикалистов возникло среди группы студентов, которые были связаны с Национальной Лигой. В 1932 году они выступили с лозунгами «Луизитанского интегрализма». Организация выступала за синдикализм и за развитие профсоюзного движения. Активисты движения ходили в голубой униформе за что получили название «Голубые Рубашки». В виде приветствия в организации использовался римский салют. К 1933 году количество активистов движения национал-синдикалистов превысило 25 000 человек. В ноябре 1933 года состоялся съезд движения. Премьер-министр Португалии Антониу ди Салазар предложил активистам движения влиться в ряды Национального союза, после чего произошёл раскол внутри движения. Умеренная часть (например, видный идеолог лузитанского интегрализма крупный землевладелец Адриану Пекиту Ребелу) присоединилась к правящей партии, в то время как радикальная продолжала свою деятельность несмотря на то, что Салазар объявил о роспуске движения 29 июля 1934 года. 10 сентября 1935 года национал-синдикалисты во главе Франсишку Роланом Прету попытались устроить государственный переворот. Попытка переворота провалилось и Прету вместе с его заместителем Алберту Монсараш были вынуждены бежать в Испанию.